# 印象笔记
印象笔记是帮助个人及团队创建、收集、整理和分享信息的知识管理工具，由Evernote于2012年5月正式推出。2018年6月印象笔记重组落地，为中美合资的独立实体。

## 发展历程
2008年6月，Evernote公司正式成立。
2012年7月19日，印象笔记宣布与支付宝达成合作。
2012年12月1日，印象笔记宣布其印象笔记百宝箱服务正式上线。
2013年8月29日，印象笔记推出了Windows Phone平台全新的4.0版本。
2015年6月，聂坤瑞（Chris O'Neill）接替菲尔·利宾，正式担任Evernote全球CEO。 
2015年11月11日，唐毅正式加入印象笔记，全面负责中国业务 。
2016年6月，Evernote宣布全球现金流转正，並与新东方达成战略合作。
2018年3月，印象笔记服务正式搬迁至腾讯云。
2018年6月，印象笔记重组落地，为中美合资的独立实体，并获得红杉宽带数字跨境基金的首轮数亿元人民币融资。
2020年8月，印象笔记正式宣布上线独立的「印象团队」App，专注于服务企业和团队。

## 产品Logo
跟Evernote一樣，印象笔记的Logo是一个大象的标志。
在英语中有一个说法，“An elephant never forgets.”（大象永远不会遗忘）。
根据这个典故，印象笔记使用大象的形象作为记忆的标志，其“折耳”让人联想到文档图标，或是一本书的折叠页。

## 国际版（Evernote International）和中國版（印象笔记）的区别
自2018年拆分独立后，印象笔记推出了不少Evernote没有的功能（比如转存微信、微博等），更加符合“本地化”；如今，两个版本的开发方向逐渐有所径庭。
私有邮箱区别：
- 印象笔记：<username>.xxxxxx@m.yinxiang.com ；

- Evernote国际版：<username>.xxxxxx@m.evernote.com

最初，印象笔记的公开链接需要注册用户登錄，方可查看笔记内容，而Evernote则毋需登錄即可查看，在2014年后，雙方功能同步。
在2015年，印象笔记因接大陸「有关部门通知」，而關閉公开链接功能，用戶被建議工作群聊功能，或以郵件分享笔记或笔记本。